# Johann Schönsperger der Jüngere

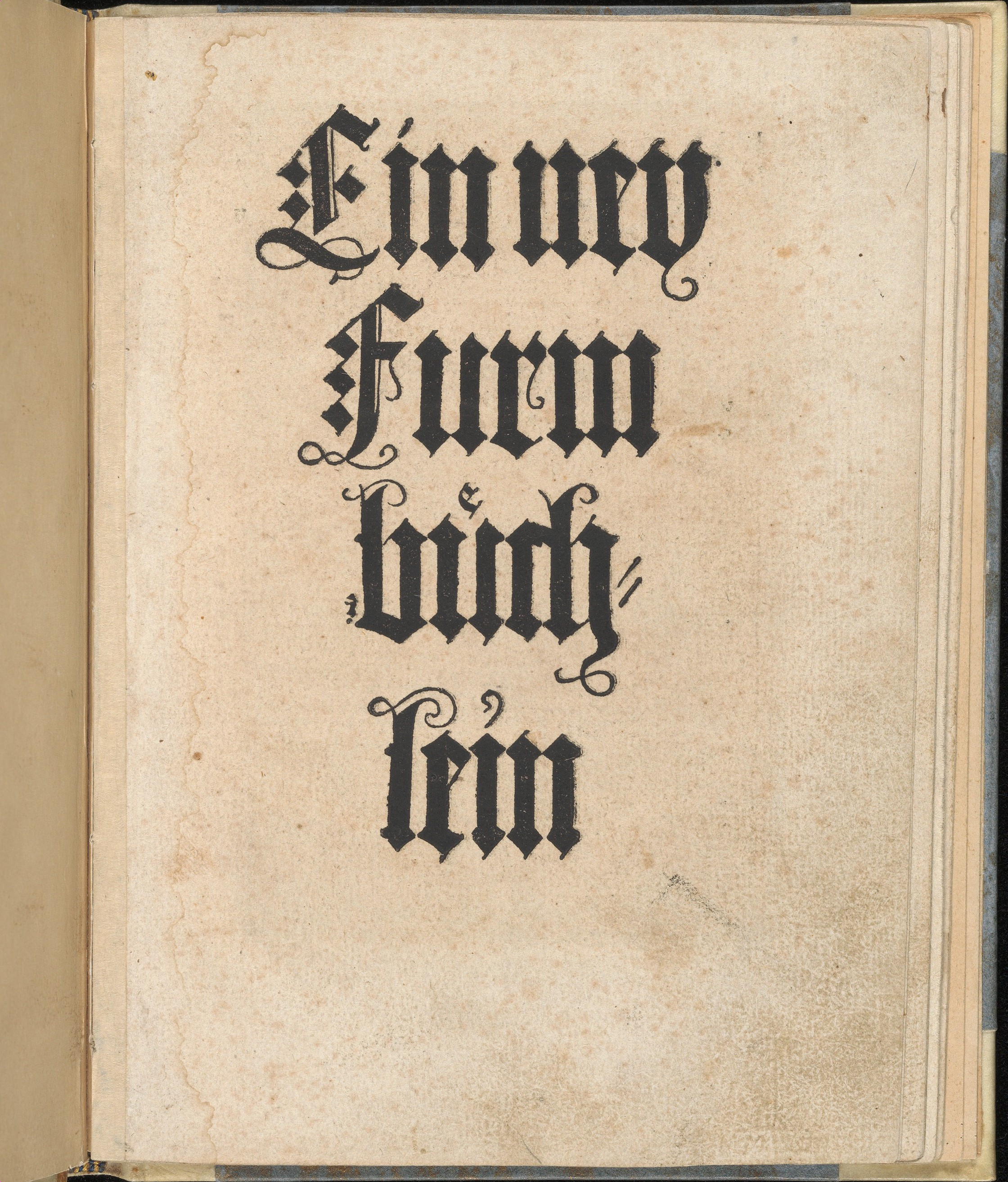
Ein ney Furmbüchlein, Johann Schönsperger der Jüngere

Johann Schönsperger der Jüngere (* um 1480 in Augsburg; † 1543 in Schwabmünchen) war Buchführer, Buchdrucker und Verleger.

## Leben
Schönsperger machte die Lehre bei seinem gleichnamigen Vater Johann Schönsperger. Wie dieser, war er auch Mitglied der Salzfertigerzunft. Er war ab 1502 als Verleger tätig. Ab 1510 brachte er illustrierte Drucke der Erbauungsliteratur heraus und ergänzte diese um Wetter- und Arzneibücher sowie Erasmus-Schriften. Er beschränkte sich später auf reformatorische Flugschriften. Im Jahr 1523 eröffnete er eine zweite Druckerei in Zwickau, die ihn aber verschulden ließ. Wegen seiner Schulden wurde er auch 1525, während der Leipziger Messe, verhaftet. Er wurde aus Zwickau verwiesen und kehrte daraufhin nach Augsburg zurück, wo er nur noch wenig druckte. Nachdem er sich auch in Augsburg verschuldet hatte, floh er 1530 nach Schwabmünchen, wo er 1543 starb. Etwa 140 Drucke sind noch von ihm erhalten.

## Drucke
- 1514: Leonhard Reynmann: Wetterbüchlein. Von warer erkanntnus des wetters. Johann Schönsperger, Augsburg 1514 (Digitalisat).